# История футбола

## Древнее время
В III веке до нашей эры, на востоке Китая зародилась игра «цюцзюй» — одна из старейших игр с мячом. В ней две команды борются за набитый перьями мяч, который нужно отправить в сетку без помощи рук. В эту игру также играли в Корее, Японии и Вьетнаме. Цюцзюй считался важной частью военной подготовки. Это подтверждает одно из семи учений конфуцианского ученого и политика Лю Синя (около 50 г. до н.э. – 23 г. н.э.), утверждающее, что цюцзюй укрепляет “боевую мощь солдат”.

Примерно в это же время в Греции появился эпискирос (или файинида) — ещё один вид спорта, похожий на футбол. В ней соревнуются две команды по 12-14 человек, а цель игры – руками и ногами занести мяч за линию противника.

## Средневековый футбол
У древних римлян на футбол была похожая игра гарпастум. После распада Римской империи эта игра сохранилась под другими названиями во Франции («па супь»), в Италии («кальчио») и многих других государствах, образовавшихся на её месте.
На Руси тоже издавна существовали игры с мячом, напоминающими футбол. Одна из них называлась шалыгой или килой, в ней игроки ногами стремились загнать мяч на территорию противника. В неё играли в лаптях на льду рек или на базарных площадях кожаным мячом, набитым перьями.

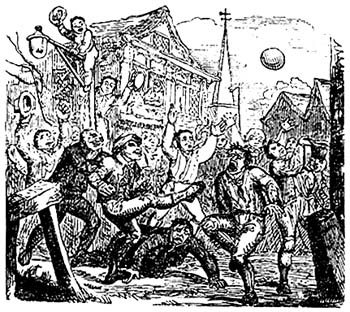
«Футбол толпой» в Лондоне, изображение 1721 года

В Англии и на северо-востоке Франции, как минимум со времен нормандского завоевания, существовала игра, которая называлась «футбол толпой» (англ. Mob football, фр. Soul) и проводилась между командами разных деревень в дни торжеств и праздников. Одни легенды (города Дерби) рассказывают, что эта игра появилась примерно в III веке во время торжеств по поводу победы над римлянами. Другие легенды (Кингстона-на-Темзе и Честера) утверждают, что возникновение игры связано с пинанием отрубленной головы побежденного датского принца. Эта игра часто заканчивались тяжелыми травмами игроков и болельщиков, нередко смертельными. 13 апреля 1314 года жителям Лондона был зачитан указ короля Эдуарда II: «Поелику от давки и толкотни, от беготни за большими мячами происходящими, в городе шум стоит и беспокойство, от каковых многое зло происходит, Господу неугодное, высочайшим указом повелеваю впредь в городских стенах богопротивную эту игру запретить под страхом тюремного заключения». Но этот указ был лишь одной из многочисленных безуспешных попыток искоренить популярную игру.

## Введение первых единых правил

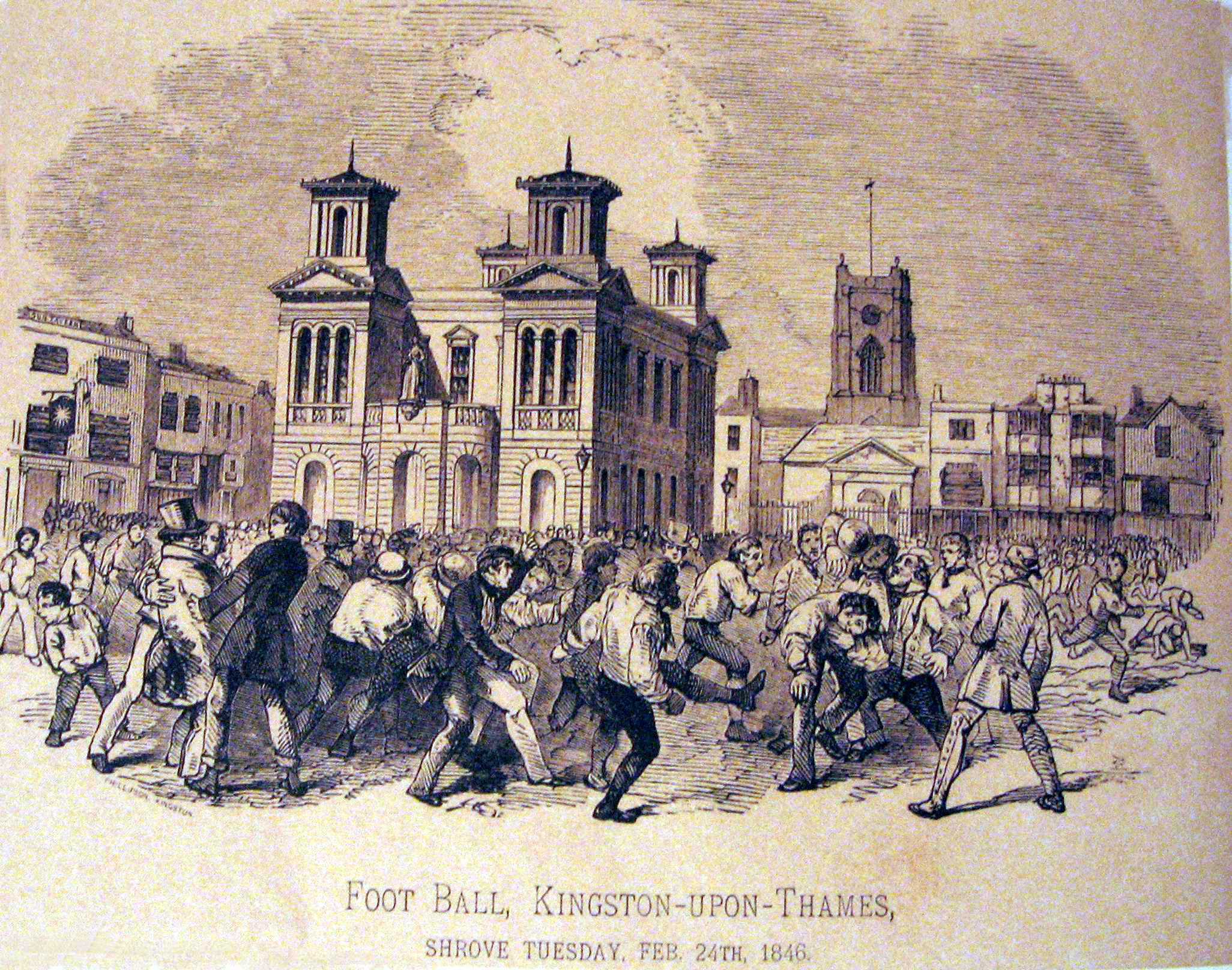
Футбол, 1846 год. Город Кингстон-на-Темзе

Ещё со времен доиндустриальной Англии урбанизация повлияла на то, что некая часть популярных на то время различных видов игры в мяч, в который играли на улице, вошла в повседневную жизнь большинства городов. Первые единые правила и регламент игры в футбол определились в командах частных школ и университетов Оксфорда и Кембриджа. До того почти каждая школа и каждый футбольный клуб имели свои собственные своды правил. Одни правила допускали ведение и передачу мяча руками, другие — отвергали; где-то количество игроков в каждой команде было ограничено, где-то — нет. В одних командах разрешалось толкать, делать подсечки и бить соперника по ногам, в других это было запрещено. Таким образом, английский футбол пребывал в хаотическом состоянии. И в 1846 году была предпринята первая серьёзная попытка унифицировать свод футбольных правил. Г. де Уинтон и Джон Чарльз Тринг из Кембриджского университета встретились с представителями частных школ с целью сформулировать и принять свод единых правил. Дискуссия длилась 7 часов и 55 минут, и в результате возник документ, опубликованный под названием «Кембриджские правила». Они были одобрены большинством школ и клубов, и позднее (с незначительными изменениями) их приняли за основу правил Футбольной ассоциации Англии. Игры в футбол того времени не ограничивались стенами частных учебных заведений, а были популярны у гораздо более широких слоёв населения. Спортивные и местные газеты того времени пестрели объявлениями о вызовах на футбольные состязания, причём зачастую игра шла на деньги:
В Великую пятницу на следующей неделе, в Лестере, на крикетном поле состоится футбольный матч, в котором примут участие 11 человек (в основном печатники) из города Дерби и столько же из Лестера. Победители готовы состязаться с командой той же численности из любого города Англии за приз, не превышающий сумму в 25 фунтов
В 1830-е—1850-е гг. насчитывалось более 70 футбольных команд. Они могли представлять отдельные мужские клубы, пивные, целые деревни, иногда объединяли молодых людей одной профессии. Подобные матчи часто привлекали зрителей, которые обычно заключали пари об его исходе. Правила оговаривались перед началом состязания, а за их соблюдением следил одобренный обеими сторонами арбитр или третейский судья.

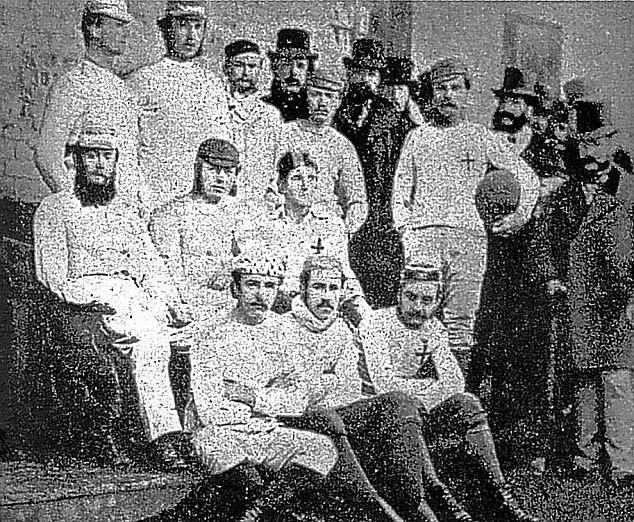
Фотография команды футбольного клуба «Шеффилд», старейшего из существующих, 1857 год

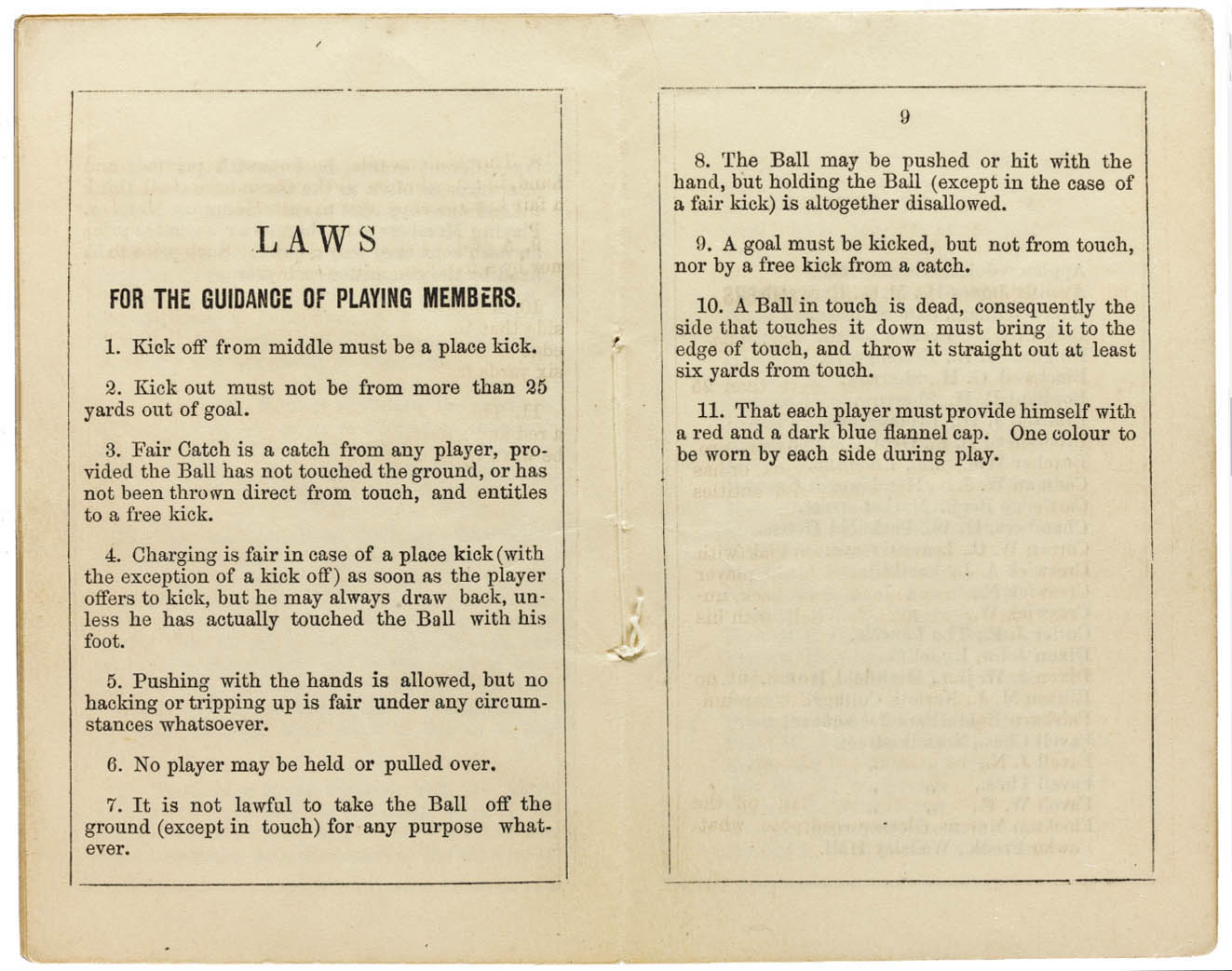
«Шеффилдские правила футбола», опубликованные в 1859 году

В 1857 году в Шеффилде молодые люди из среднего класса, которые до того создали местный крикетный клуб, основали старейший в мире футбольный клуб «Шеффилд». Через года игроки записали несколько основных выработанных ими правил. Постепенно футбол привлекал всё больше местной молодежи, и в 1862 году Шеффилдский клуб опубликовал свои правила в виде брошюры. Его члены проводили матчи «одиннадцать на одиннадцать», в то время как в других местных состязаниях на поле могли выходить по 14 и более игроков с каждой стороны.
Растущая популярность футбола подтолкнула игроков к выработке единого свода правил игры. В газетах «Times», «Филд», «Беллс лайф» стали публиковаться письма футболистов, полагавших, что дальнейшее развитие футбола невозможно, если не будут определены внятные и всеми одобренные правила. В 1862 году Джон Тринг издал первые правила футбола, которые назвал «Самая простая игра».
Осенью 1863 года Кобб Морли в своём письме в спортивную газету «Беллс лайф» предложил представителям клубов собраться для выработки единого свода футбольных правил. 26 октября 1863 года (по другому источнику 23 октября 1863 года) представители 11 лондонских клубов и школ  (представители лондонских футбольных команд, а также университетов Оксфорда и Кембриджа)  собрались в лондонской таверне «Вольные каменщики» (Freemason’s Tavern) на Грейт-Куин-стрит для того, чтобы сформировать единые правила, до этого сильно отличающиеся друг от друга для каждого отдельного клуба и команды. Главной целью данной встречи считается создание условий для того, чтобы их команды могли проводить между собой матчи, не договариваясь каждый раз заново о правилах и не споря затем об объективности исхода игры. В результате этой встречи были установлены единые правил игры, обязательные для всех команд и игроков, а также была основана по сути своей Футбольная ассоциация, которая осуществляла надзор за проведением игр и в спорных моментах имела монопольное право интерпретации. Этот день можно считать днём рождения современного футбола, так как в рамках этой встречи были успешно созданы условия для создания института по контролю за соблюдением правил: основана Футбольная ассоциация Англии. В рамках встречи обсуждались и согласовывались между собой все аспекты и параметры игровой площадки, а также определение положения «вне игры», о подсечках, подножках и беге с мячом в руках. На следующем собрании 1 декабря 1863 года большинство собравшихся определило ту версию игры, в которой мяч нужно вести ногами, и постановило запретить приёмы, характерные для регби: захваты, подножки и бег с мячом в руках. Сразу после принятия такого решения Делегат от школы регби покинул данное заседание в знак протеста. Но следует заметить, что ни Кембриджские правила, ни новый кодекс Футбольной ассоциации не запрещали касаться мяча руками. И в том, и в другом кодексе правил игрокам разрешалось ловить руками мяч, но не допускались захваты, толчки, подножки и подсечки.
Если посмотреть на популярность футбольной ассоциации далее, в последующие десять лет, то она не была достаточно популярной (только 18 клубов в её составе). Многие команды продолжали играть по своим старым правилам. Этих других правил придерживались представители «оппозиции», создавая на поле некий вариант регби. Только клуб Шеффилд являлся исключением от большинства клубов того времени. В состав этого клуба входило 14 клубов с общим количеством 1000 игроков. Шеффилдский футбольный клуб был одним из наиболее активных членов футбольной ассоциации и внес большой вклад в её дальнейшее развитие. Именно футболисты клуба Шеффилд первыми стали выезжать на матчи в другие города. В феврале 1866 года они впервые в истории вызвали на игру представителей футбольной ассоциации, при этом согласились провести матч по правилам федерации. Шеффилдский футбольный клуб также убедил членов ассоциации принять более либеральную трактовку правила «вне игры», для того чтобы дать разрешение форвардам делать передачи во время матча.
В 1867 году в Шеффилде была основана местная футбольная ассоциация, издавшая в 1870 году свой свод правил, из которых по меньшей мере восемь были впоследствии приняты также Футбольной ассоциацией. Однако окончательно ассоциация Шеффилда вступила в футбольную ассоциацию только в 1877 году, полностью приняв её правила.
Опубликование установленных правил Футбольной ассоциацией ввело процедуру лицензирования судей и других экспертов. Эти меры повлияли впоследствии на прекращение споров среди атлетов, а также определяли границы между настоящей профессиональной игрой и любительскими матчами, предотвращали вмешательства извне в ход соревнований и определение результатов игры.
Разрыв между футболом и регби становился все больше. Причиной этого являются три вещи:
- внедрения единых правил игры для всех команд и клубов. Футбольная ассоциация под руководством Чарльза Олкока проявляла всё большую активность, рассылая циркуляры в наиболее известные клубы, проводя показательные матчи, демонстрирующие удобства уточнённых правил. Клубы стали объединяться в ассоциации: в 1875 г. футбольная ассоциация появилась в Бирмингеме, в 1877 — в Суррее, в 1878 — в Ланкашире и Нортумберленде, в 1879 — в Дареме. Шотландская футбольная ассоциация была основана в 1873 году, Уэльса — в 1876 г.
- Вторым фактором стало то, что футбол оказался менее жёстким и мужественным по сравнению с регби.
- Третьим фактором стали кубковые соревнования. Их предложил Чарльз Олкок: взяв, по его собственным словам, за образец состязания между общежитиями, которые проводились в школе Херроу. Первый Кубок Футбольной ассоциации прошёл в периоде 1871-1872 гг. В нём приняли участие 15 из 50 членов ассоциации.

## Появление профессионального футбола
Сделанное Саделла[кем?] откровенное заявление заставило руководство Футбольной Ассоциации признать быстроту течения времени и внести необходимые изменения в своде правил для корректировки — введение такого понятия как профессиональный футболист. В виду этого данное событие оказало значительное влияние в начале 1880-х годов на мир футбола. Вслед за этим событием последовало следующее — на собрании комитета Чарльз Олкок заявил, что «пришло время легализовать футбол». Его слова поддержал доктор Морли, большинство же членов комитета были с этим не согласны. Споры продолжались около полутора лет, в итоге в июле 1885 года профессиональный футбол был легализован.
Универсальность качества находящегося под контролем Ассоциации футбола английского футбола выражалось также в том, что он находил приверженцев и последователей и вне своей «родины». Предпосылкой для такого культурного обмена стало техническое развитие индустриальной эпохи — современный пароход. Это транспортное
средство, начиная с XIX века, способствовало тому, что европейские трансатлантические путешествия достигли небывалых масштабов, а также общей
активизации сообщений между Англией и европейским континентом. Немало британцев, садящихся на пароходы, везли в своем багаже футбольные мячи

### Первый официальный международный матч
В феврале 1870 г. секретарь Футбольной ассоциации Чарльз Олкок поместил в спортивной газете объявление о том, что скоро состоится матч между ведущими английскими и шотландскими футболистами. Для тех, кто был заинтересован принять участие в игре, был дан список контактных имён и адресов. Однако из-за сильных морозов игру пришлось отложить, она прошла 5 марта 1870 года.

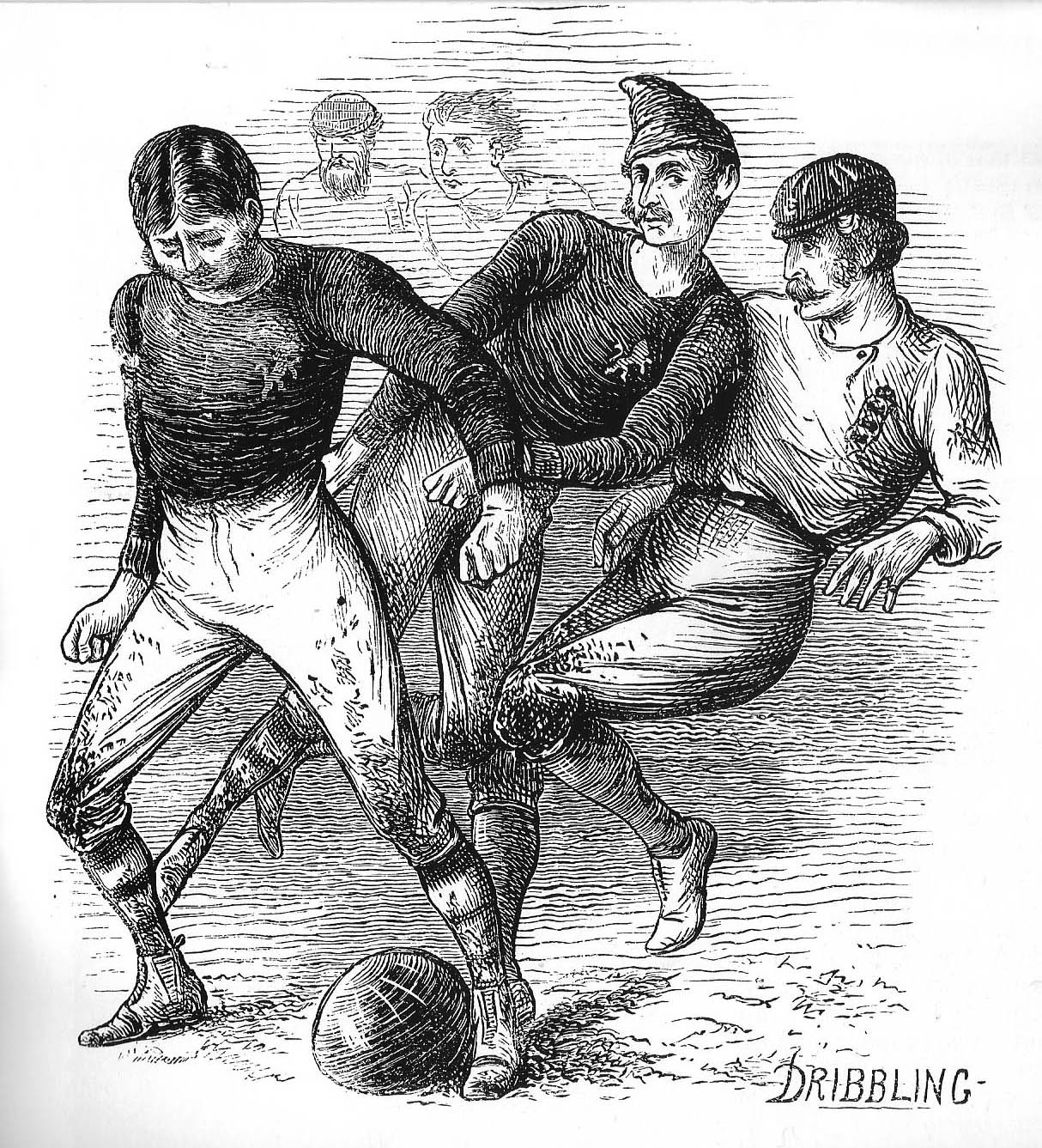
Изображение матча сборных Англии и Шотландии 1872 года

За период с ноября 1870 по февраль 1872 г. команды, состоявшие из зажиточных англичан и шотландцев, проживавших и работавших в Лондоне и окрестностях, встречались 4 раза. Клуб «Куинз Парк» из Глазго выступил с предложением, чтобы один из матчей в 1872—1873 гг. был проведён в Глазго. И 30 ноября 1872 г. состоялась первая официальная международная встреча сборных Англии и Шотландии, завершившаяся нулевой ничьей.
К 1882 году существовало четыре футбольные ассоциации: Англии, Шотландии, Уэльса и Ирландии. Эти организации в том же году создали Международный совет футбольных ассоциаций, призванный контролировать изменения правил игры. Начиная с сезона 1883/1884 частью британского футбольного календаря стал чемпионат Великобритании, в котором участвовали сборные этих четырёх стран.

## Футбол в школах
Новая спортивная игра родилась отчасти в недрах частных учебных заведений. Однако большинство британских детей получали образование не в них, а в начальных школах, где единственной формой физических упражнений были занятия строевой подготовкой. Понемногу молодые учителя, сначала в свободное от уроков время, в школах, колледжах и университетах стали играть в футбол. Оказалось, что эта игра простая и в то же время увлекательная форма физической тренировки, которая вполне подходит и для мальчиков из малообеспеченных семей.
В 1882 году уже в 23 школах были свои футбольные клубы, в которых занимались более тысячи детей. В архивах города Суиндон есть сведения о том, что в 1886 году местные учителя играли со своими воспитанниками в футбол после уроков, а в 1888 использовали имена знаменитых профессиональных футболистов в заданиях по арифметике.
В 1884 г. клуб «Престон Норт Энд» учредил приз, за который должны были соревноваться команды престонских школ, а к началу 1890-х годов такие соревнования приобрели организованный характер.
В 1904 году была учреждена Английская ассоциация школьного футбола, которая уже на следующий год провела общенациональный кубковый турнир. В 1906 г. Министерство образования Великобритании официально включило футбол в программу государственных начальных школ.

## Появление футбола в России

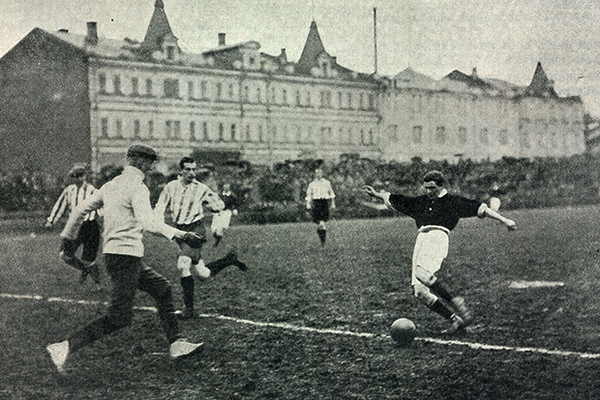
Финальный матч Чемпионата России 1912 года Москва — Санкт-Петербург

Первые футбольные команды в России появились в конце 1870-х годов, но они состояли из живших в России иностранцев (английские, шотландские, немецкие). Вскоре стали появляться и русские команды.
24 октября 1897 года состоялся первый официальный матч в Российской Империи. Матч прошёл в Санкт-Петербурге между командами «Спорт» и «Василеостровским обществом футболистов». Победу со счётом 6-0 отпраздновала вторая команда.

В 1912 году в Российской империи состоялся первый чемпионат по футболу, в том же году был создан Всероссийский футбольный союз.
На заре развития в России наиболее массовым был футбол «дикий». Любителям поиграть в футбол за недостатком футбольных полей приходилось довольствоваться пустырями и лужайками на окраинах городов. Ворота сооружались из чего попало — камней, кепок, пиджаков. Играли в чём придётся: в сапогах, в ботинках, а то и босиком. Множество таких «диких» команд было на Ходынке. В истории «диких» значительное место занимает Рогожская застава. На рабочей окраине возник Рогожский кружок спорта — РКС.

## Футбол как массовое явление

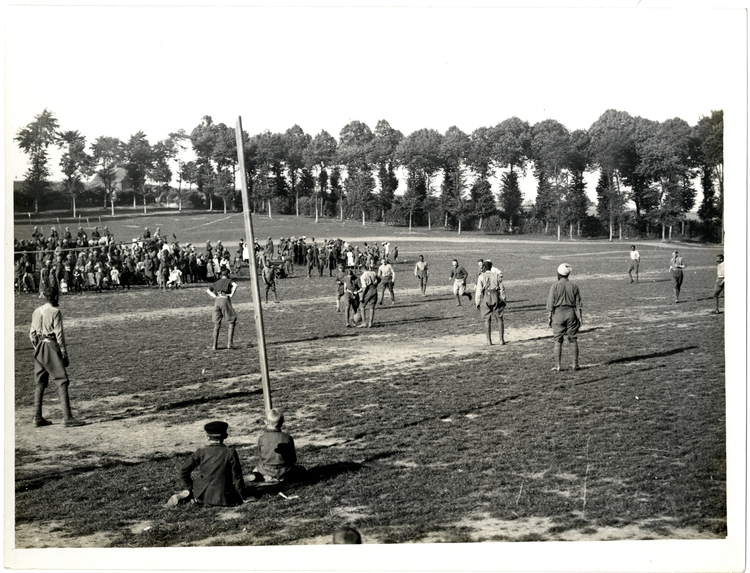
Кавалеристы армии Британской Индии играют в футбол во время Первой мировой войны во Франции, 1915 год

По окончании Первой мировой войны в большинстве стран футбол настолько прижился, что началась популяризация данного вида спорта в массовый.
Причины такой популярности у каждой страны свои. К примеру, в Южной Америке подъём был обусловлен взлетом индустриализации, а в России — Октябрьской революцией, которая вынуждала к расширению социальной базы. В Западной и Центральной Европе именно Первая мировая война дала импульс для развития игры: все армии, которые участвовали в войне, проводили соревнования и создали систему тренировок по футболу, которая впоследствии поддерживала военную мораль. По словам одного русского генерала «футбол больше влиял на войсковую жизнь отдельных подразделений, чем разумная служба с оружием».
После этого произошла дифференциация уровней команд и игроков. В больших городах появились первые большие команды, которые постоянно соперничали друг с другом. Количество зрителей на стадионе выросло до тысяч и десятков тысяч человек, что повлияло на строительство новых больших стадионов для проведения матча (большинство знаменитых футбольных стадионов Южной Америки и Европы (включая лондонский стадион Wembley).
Активность спортивного движения в Европе и Южной Америке выросла. Стали приглашаться клубами иностранные команды для проведения совместных матчей и постепенно начали проводиться международные турниры. Южноамериканские футбольные страны, которые уже в 1916 году объединились в Южноамериканскую футбольную конфедерацию (Confederación Sudamericana de Fútbol — CONMEBOL), с 1920 года стали проводить соревнования за кубок, а в 1922 году - ввели турнир "первенства Южной Америки".
Профессиональный футбол как современное явление утвердился в большинстве стран Европы (за исключением Германии) в начале 30-х годов, то есть на 40 лет позже, чем на его «родине» в Англии. Причиной этого изначально стали промышленный кризис и связанная с ним безработица. Вторым импульсом стало принятое в 1930 году решение Ассоциации по футболу в короткие сроки организовать турнир-первенство мира по футболу. Первый турнир был организован в Уругвае в 1930 году с большими затратами и коснулся всех «футбольных наций» независимо от того, участвовала их команда или нет. Чемпионат мира расширил до сих пор ограниченное Европой международное пространство игры. Начался отток спортсменов экстра-класса из стран Южной Америки, что повлияло на введение оплачиваемого футбола, что помогло удержать звезд мирового класса в своей стране.

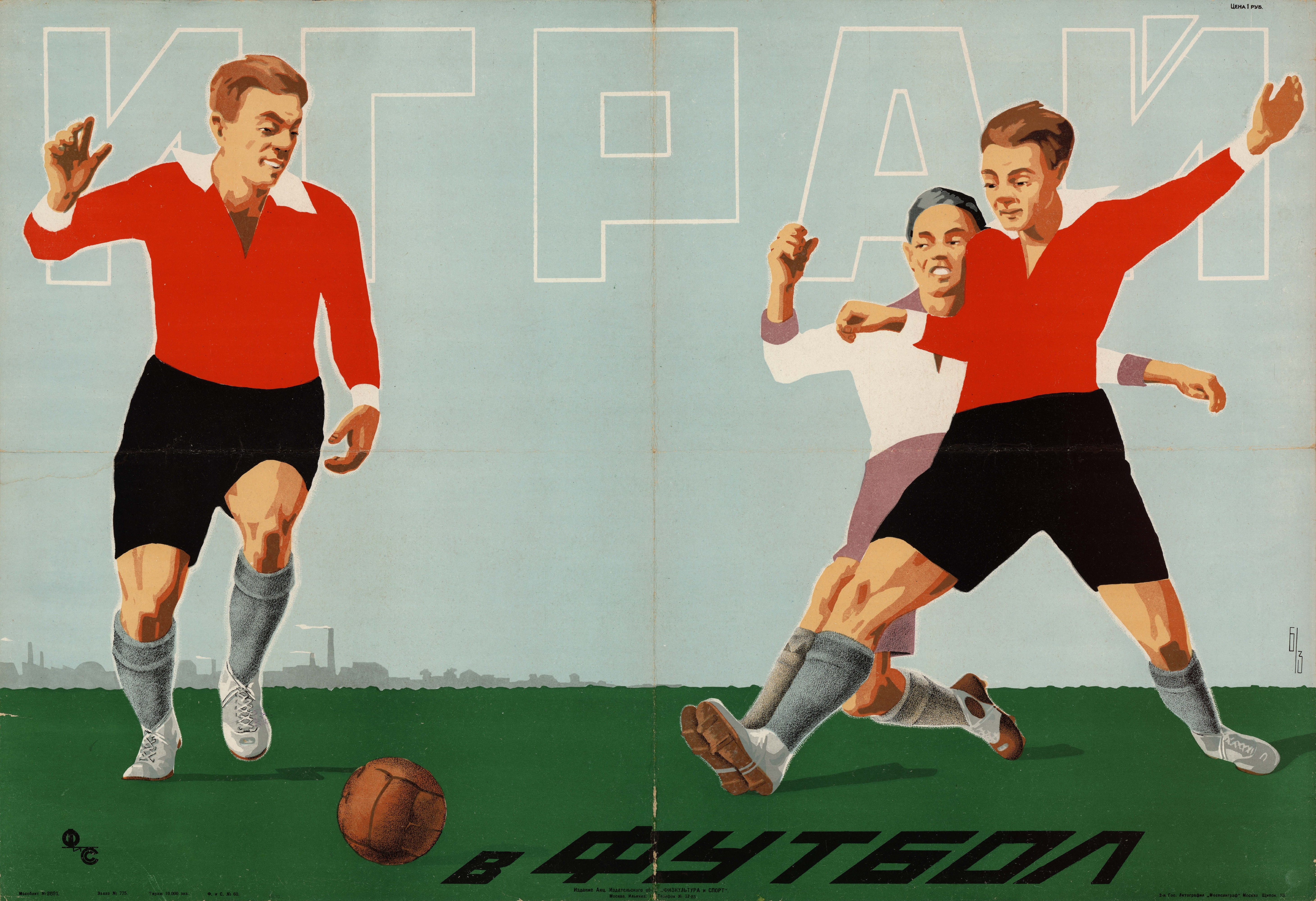
Плакат «Играй в футбол», 1930 год

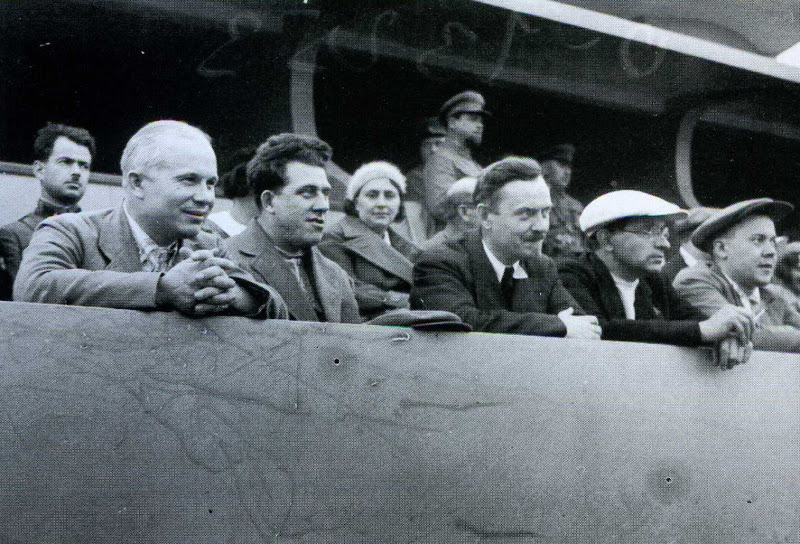
Первый секретарь МК ВКП(б) Н.С. Хрущёв, председатель исполкома Моссовета Н.А. Булганин и другие в правительственной ложе стадиона «Динамо» во время футбольного матча между командами Москвы и Баку, 1935 год

С 1920-1930-х годов развитие футбола было стремительным и согласно собственной динамике. В Советском Союзе при Сталине и в Австрии, в Италии времен фашизма спортивное движение процветало вопреки войнам, и чаще всего именно благодаря вмешательствам «сверху»: лидеры стран строили стадионы, предоставляли общественные средства для организации тренировочных лагерей и мобилизовали большое количество зрителей. Именно по этой причине, страны где существовала демократия (Франция, Швейцария, США, Австралия, Великобритания), были на последних местах по уровню популярности футбола. Вследствие этого в 1928 году английская Футбольная ассоциация в знак протеста против политизации футбола, а также против свободного обращения с правилами для любителей, вышла из Международного футбольного союза футбольных ассоциаций, так что «родина» современного футбола в международном смысле попала в изоляцию.
Во время Второй мировой войны (между 1939-м и 1945-м годами) игра в футбол в Европе все более ограничивалась, а затем и вовсе пришла в упадок. В других странах мира же игра становилась все более популярной благодаря тому, что эти страны или вообще не участвовали в мировой войне, или, по меньшей мере, остались в стороне от боевых действий. Благодаря этому сильно профессионально выросли игроки в Южноамериканских странах. Результатом этого в финале чемпионата мира 1950 г. друг другу противостояли Уругвай и Бразилия. В спортивной политике также произошли изменения: в период с 1945 по 1955 года процент европейских футбольных союзов в Футбольной Ассоциации снизился с 54 % до 42 %. Под влиянием этого ведущие европейские деятели футбола в Футбольной Ассоциации в начале 50-х годов осознали необходимость основания независимой конфедерации футбола для лучшего представительства европейских интересов в мировом сообществе, чтобы не было превалирующего влияния южноамериканских идей. В 1955 году возникает Европейский союз футбольных ассоциаций (Union des Associations Européennes de Football— UEFA).

## Футбол в послевоенное десятилетие

### Чемпионат мира 1950
Со времен последнего чемпионата утекло много воды. По миру прокатилось цунами войны, сметая и калеча все на своём пути. На обломках старой системы строилась новая Европа, с новой системой ценностей, новыми инструментами управления и новыми границами.
На заре существования этого нового мира в крошечном Люксембурге собрался первый послевоенный конгресс ФИФА. После разговоров в кулуарах и речей с трибун делегаты съезда постановили не мучить лежащую в руинах Европу международным футболом, а провести чемпионат мира 1950 года в Бразилии. Был ещё один альтернативный вариант — Швейцария, но, памятуя об обещании проводить турниры попеременно в Америке и Европе, от него отказались.
Матчи мундиаля было решено провести в 6 городах, на 6 стадионах, и жемчужиной чемпионата, разумеется, стала незабываемая «Маракана» в Рио-Де-Жанейро. Стадион сдали в эксплуатацию впритык, в июне 1950, и вмещал он совершенно фантастические 200 000 человек.
Уже во время подготовки к проведению чемпионата стало понятно, что многие сильные сборные просто-напросто не поедут в Бразилию. Со скандалом снялась Аргентина, Австрия отказалась играть в отборочном турнире, Германия не выступала в качестве наказания за «плохое поведение» страны в предыдущие годы. Турки, прошедшие в финальную часть, в последний момент отказались от участия по финансовым мотивам. Уже после жеребьевки снялись Франция и Индия (последние, вроде бы, из-за того, что ФИФА запретила играть босиком). Из-за этого состав групп принял достаточно странный вид. Ложку меда в бочку дегтя добавляло лишь присоединение к ФИФА британцев, а, соответственно, участие в турнире английской и шотландской сборных. Однако и у шотландцев, из-за конфликта с собственными футбольными чиновниками, доехать до солнечных берегов Бразилии не получилось. Таким образом, подсчитав всех отказников и вычеркнув их, в ФИФА получили список из 13 команд, которые железно готовы были принять участие в турнире. Чемпионат мира-1950 разыгрывался, пожалуй, по самой странной формуле в истории. И дело даже не в том, что команды по группам были распределены, мягко говоря, неравномерно. Виноваты в этом, как мы упоминали выше, французы и босые индусы. Но вот правила розыгрыша медалей — верх оригинальности. Победители четырёх групп выходили в финальный раунд, где после матчей «каждый с каждым» по сумме баллов определяли нового мирового короля.
Кто и почему додумался разыгрывать титул чемпиона по круговой системе — загадка. К счастью для болельщиков, такая придурь организаторов осталась почти безнаказанной, ведь в третьем туре финальной группы сама судьба свела Бразилию и Уругвай, которые очно разыграли золото. А ведь этот чемпионат имел все шансы остаться совсем без финала. Но это было уже немного после.
Бразильская сборная, и это было очевидно для всех, показывала классный футбол и претендовала на роль главного фаворита всего розыгрыша. В групповом раунде хозяева не оставили шансов Мексике и Югославии, а вот со швейцарцами вышла осечка, ничья 2:2. Эта неудача, однако, не помешала сборной Бразилии отобраться в финальную группу.
Второй квартет обладал изюминкой — сборной Англии. Однако ожидания, связанные с родоначальниками футбола, были вдребезги разбиты сборной Испании, обыгравшей островитян с минимальным счётом. Англичане, умудрившись проиграть ещё и американцам, совсем разочаровали.
В трио С сборная Швеции преподнесла сюрприз. Уже в первой своей встрече скандинавы низвергли сборную, удерживавшую титул чемпионов мира без малого 16 лет — итальянскую. Сборная Италии была сильно ослаблена, ведь в 1949 году в авиакатастрофе погибла команда «Торино», доминант Серии А последних лет. А туринские футболисты составляли костяк сборной. Затем «Трекрунур» сыграли вничью с Парагваем и уже не оглядывались на результат «Скуадры Адзурры». Та одолела Парагвай, это уже ничего не меняло.
Самой простой задачей выход в финальный квартет виделся для Уругвая. Команда чемпионов мира-1930 вернулась на мундиаль спустя 20 лет, и в первом же матче победила боливийцев — 8:0. К тому же Уругвай сохранил больше сил, чем его соперники на следующем этапе, и это давало команде преимущество.
Матчи финальной группы проходили в Рио-Де-Жанейро и Сан-Паулу 9, 13 и 16 июля и начинались одновременно. В первом круге Бразилия разгромила Швецию 7:1. Блиставший на протяжении всего турнира нападающий хозяев Адемир оформил в том матче покер. Уругвайцы тем временем сыграли вничью с Испанией, 2:2. В следующем туре Уругвай снова играл на «Эштадио Пакаэмбу» в Сан-Паулу, и в равной, упорной борьбе сломил сопротивление Швеции — 3:2. Победы бывшим чемпионам давались натужно, с большим трудом. А вот Бразилия проехалась катком и по испанцам, на этот раз победив со счётом 6:1. В победе бразильской сборной уже мало кто сомневался, настолько искрометный футбол демонстрировала команда в первых турах. Судьба титула решалась на «Маракане», 16 июля 1950 года, в матче Бразилия — Уругвай.
Мало кто верил в победу сборной Уругвая. Уже после матчей второго круга и болельщики, и пресса короновали новых чемпионов мира. На «Маракане», начиная со стартового свистка, праздновали будущую победу около двухсот тысяч человек. Весь первый тайм бразильцы провели, осаждая ворота соперника, но забить у них так и не получилось. Тем не менее, даже у самых отъявленных скептиков рассеялись последние сомнения в победе бразильцев после того, как в начале второго тайма счёт открыл Фриаса. Хозяевам оставалось только спокойно довести игру до конца, причем для победы в чемпионате мира Бразилии подходила и ничья. Именно поэтому, когда на 66 минуте Скьяффино сравнял счёт, никого это сильно не потревожило. Стадион, хоть и потише, но продолжал ликовать.
После стремительной контратаки, двух пасов и удара наступила тишина. В эту секунду на «Маракане» были слышны лишь вопли нескольких сотен уругвайских болельщиков, приехавших поддержать любимую сборную. Впоследствии автор гола Альсидес Гиджа говорил: «Только три человека заставили замолчать 200,000 человек на „Маракане“ — Фрэнк Синатра, Иоанн Павел II и я». Ошарашенные бразильцы предприняли отчаянные попытки отыграться, но своего гости уже не упустили. Уругвай — двукратный чемпион!
Только три персоны заставляли хранить молчание «Маракану», заполненную 200 тысячами лиц, — Фрэнк Синатра, папа Иоанн Павел II и я.Гиджа
Поражение сборной Бразилии приобрело масштаб национальной катастрофы. В течение суток после матча в Рио было совершено несколько сотен самоубийств. Спортивные издания выходили с пустыми листами вместо отчётов о поединке, многим игрокам сборной угрожали расправой. Большинству пришлось навсегда завязать с футболом или, по крайней мере, с национальной командой. В португальском языке появилось слово Maracanazo, что означает победу аутсайдера в гостях. Бразильцы получили мощный стимул для того, чтобы доказать, кто лучше всех в мире играет в футбол. С течением времени у них получилось. Но это, как говорится, уже совсем другая история…

### Хельсинкская олимпиада
Хельсингская олимпиада 1952 года стала первым турниром, на котором выступила советская сборная. Об участии советского футбольного коллектива в олимпийском футбольном турнире Хельсинки стало известно летом 1951 года, однако команду начали воссоздавать лишь в январе 1952. Подготовку сборной поручили опытному и наиболее авторитетному на тот момент советскому тренеру — Борису Аркадьеву. Также в тренерский штаб были включены Евгений Елисеев, Михаил Бутусов и Григорий Федотов, которых впоследствии заменил Михаил Якушин. 15 января 1952 года в распоряжение тренеров прибыли 36 футболистов, которые сначала готовились в Москве, а 4 марта отправились на черноморскую базу «Динамо» в Леселидзе, где в течение месяца сборная провела ряд контрольных встреч с лучшими клубными командами страны, после чего в обойме сборной решили оставить 24 лучших игрока.
В ходе подготовки к Олимпиаде советская сборная была созвана под знамёна сборных Москвы и ЦДСА, так как длительные (более трёх месяцев) сборы могли вызвать подозрения у МОК насчёт того, является ли команда составленной из любителей. По тогдашним олимпийским правилам запрещалось участие на Олимпийских играх профессиональных спортсменов, почему спортивные управленцы СССР и решили прибегнуть к конспирации. В мае команда провела 9 контрольных матчей со сборными Болгарии (выступали как сборная Софии), Венгрии, Польши, Финляндии, Румынии и Чехословакии. В первом же матче 11 мая 1952 года в Москве сборная СССР уступила Польше (0:1), однако потом был взят реванш (2:1). Общий итог контрольных матчей —- 5 побед, 3 ничьих и 1 поражение (разница мячей —- 16:6 в пользу СССР).
Югославская сборная начала турнир сильно, разбив «Индийских слонов». Первым официальным матчем стала встреча в 1/16 финала XV летней Олимпиады в Хельсинки со сборной командой Болгарии 15 июля 1952 года. В течение основного времени счёт так и не был открыт, поэтому пришлось играть дополнительное время, где, пропустив первыми, советские футболисты смогли отыграться — 2:1. «Золотая команда» закономерно обыграла Румынию, Дания Грецию, а Бразилия Голландскую сборную.
«Неожиданно после наших атак бурный натиск противника и пропущенный гол породил среди нас растерянность. И, что особенно плохо, дрогнула защита. Леонид Иванов играл великолепно, и, может быть, если бы не он, счет был бы гораздо большим».Бобров
В 1/8 финала соперником советской сборной стала сборная Югославии. В феерическом матче, проигрывая по ходу 1:5, сборная СССР смогла добиться боевой ничьей — 5:5. В переигровке, прошедшей через день, советские футболисты, полностью выложившиеся в первом матче, уступили югославам 1:3 и вылетели из дальнейшего розыгрыша медалей.
Высшее руководство страны расценило выступление футбольной сборной, как крайне неудовлетворительное. Во-первых, в свете успехов других советских олимпийцев, которые заняли второе общекомандное место в неофициальном командном зачёте. Во-вторых, проигрыш сборной Югославии стал серьёзным идеологическим ударом для всей страны. Иосип Броз Тито в 1948 году фактически разорвал все дипломатические отношения между Югославией и СССР, и это сделало балканскую республику политическим врагом Советского Союза. Поражение было воспринято настолько критично, что в «наказании» уступившей команды участвовал сам Иосиф Виссарионович Сталин. В итоге, команда ЦДСА, которую на турнире представляли только 5 из 20 футболистов и главный тренер, была обвинена в «провале» (так выступление сборной оценило руководство страны) и расформирована, а Петрова, Аркадьева, Башашкина, Николаева, Бескова и Крыжевского заставили сдать удостоверения мастеров спорта (Бесков, Николаев и Аркадьев были заслуженными мастерами). Интересно, что Крижевский и Бесков вообще не выступали за ЦДСА.
Пока советские футболисты ехали домой, Венгерская сборная переиграла «адзурри», а потом и Турцию. В полуфинале Венгрия встретилась с тре кренур, которых без труда одолели. А сербы обыграли немцев. В матче за 3-е место шведы смогли обыграть немецкую сборную, и второй раз подряд взять медали на олимпийских турнирах.
Финальный матч состоялся 2 августа на Олимпийском стадионом в Хельсинки.

### Советский футбол в сталинский период
1950-е годы прошли под диктовку столичных «Спартака» и «Динамо», поочерёдно выигравших 8 из 10 чемпионатов этих двух пятилеток. Во многом это было обусловлено исключением из большого футбола армейской команды, успевшей завоевать первые два титула десятилетия. В пятидесятые в советский футбол впервые вмешалась политика, результатом чего стало расформирование команды ЦДСА, составлявшей костяк сборной СССР. Причиной послужило невыразительное выступление сборной на Олимпийских играх в Хельсинки, повлекшее приказ спорткомитета под № 739 от 18 августа 1952 года, в котором говорилось: проигрыш югославской сборной нанёс «серьёзный ущерб престижу советского спорта и Советского государства». После смерти Сталина команда была реабилитирована и восстановлена в правах, но время для армейцев было утеряно.

О футбольной команде ЦДСА
Отметить, что команда ЦДСА неудовлетворительно выступила на Олимпийских играх, проиграв матч югославам, чем нанесла серьёзный ущерб престижу советского спорта и советского государства…
ПРИКАЗЫВАЮ
1. За провал команды на Олимпийских играх, за серьёзный ущерб, нанесенный престижу советского спорта команду ЦДСА с розыгрыша первенства СССР снять и расформировать.
2. За неудовлетворительную подготовку команды, за её провал на Олимпийских играх старшего тренера команды ЦДСА товарища Аркадьева Б. А. с работы снять и лишить звания заслуженного мастера спорта.
3. Рассмотреть на очередном заседании Комитета вопрос о безответственном поведении отдельных футболистов во время матчей с Югославией, что привело к провалу команды на Олимпийских играх.

В пятидесятые в отечественном футболе проходила смена поколений, стали появляться молодые звёзды, среди которых были: Лев Яшин — в московском «Динамо», Владимир Маслаченко — в «Локомотиве», Юрий Войнов — в «Зените», Михаил Месхи и Шота Яманидзе — в «Динамо» Тбилиси, Валентин Иванов, Эдуард Стрельцов и Слава Метревели — в столичном «Торпедо», Олег Макаров — в киевском «Динамо», Игорь Нетто, Никита Симонян и Анатолий Ильин — в столичном «Спартаке». Советские футболисты стали чаще встречаться с сильными зарубежными клубами и научились их побеждать.

## Футбол как предмет конфликта интересов
В 1955-56 гг. начинает разыгрываться «Кубок Европейских Союзов мастеров» («Pokal der Europäischen Meistervereine»), а с 1960 года — «Кубок победителей Кубков» (его в 1971-72 гг. переименовали в «Кубок UEFA»). Это все происходило под патронажем UEFA. Новым введением также стало то, что для отдельных стран каждые 4 года организовывались Чемпионаты Европы (не все команды принимали участие). Новым также стало проведение турниров для молодёжных команд.
В этот же период набирает оборот вне-европейская конкуренция. В 1960-х годах деколонизация Африки и Азии повлияли на формирование новых государств, а вместе с тем и новых футбольных команд, которые стремились попасть в . Большая часть новых команд-членов FIFA были родом из Африканских стран (из 43 новых членов 31 команда была африканского происхождения, и они вошли в состав Международной Федерации футбола в период с 1957 до 1967 гг.). В это десятилетие в крупных городах Азии и Африки под руководством влиятельных людей Великобритании, Франции и Бельгии были организованы клубы и турниры.
в 1957 году основывается Африканская футбольная конфедерация (Conféderation Africaine de Football—CAF). Затем последовало создание Азиатской футбольной конфедерацией (Asian Football Confederation — AFC). В 1970 году проведение сбора членов FIFA показало, что 28 % всех зарегистрированных футбольных союзов являются её членами, а на CAF попадает всего 3 % команд и игроков. Данная статистика показала, что Южно-африканские и Азиатские представители футбола на тот период времени ещё не располагали серьёзной базой игроков.
Дальнейшая деколонизация Африканского и Азиатского континента привела к новым перестановкам сил в Генеральной Асамблее ООН. Как следствие этого, в 1974 году президентом FIFA был избран не европеец, а бразильский предприниматель Жоао Авеланж (João Havelange). Он сменил на этом посту сэра Стэнли Роуза из Великобритании.
Новый президент FIFA начал поэтапно проводить коммерциализации Кубка мира (World Cup), содействовал в развитии культуры игры в футбол в странах третьего мира (проведение при спонсорской поддержки чемпионатов мира по футболу для молодёжных команд, в том числе африканских, азиатских, карибских и южноамериканских стран). Вследствие этого, согласно статистике, было зафиксировано на Финале Кубка мира 24 участника, а не 16 (африканские и азиатские футбольные команды) впервые вошли в постоянный состав.
Преемник Авеланжа Йозеф С. Блаттер с 1998 расширил масштаб политики FIFA. Он в качестве технического директора и генерального секретаря FIFA в течение 20 лет реализовывал программы развития, активно говорил о решительной глобальной политике. Так он нажил себе врагов в UEFA. В виду этого конфликты, которые происходили на некоторых конгрессах FIFA, по сути являлись конфликтом между европейским и не-европейским интересом.
Далее в 1960—1970-х гг. наступают изменения для классических «футбольных наций» в Европе и Южной Америке. В середине 80-х гг. отчетливо выделяется влияние средств массовой информации, игра все больше коммерциализируется. Такое вмешательство повлияло на то, что профессия футболиста стала по другому восприниматься. Зрители на футболе изменились. Любителями футбола также стали и женщины.